# Donnerbüchse (Personenwagen)
Mit dem Namen Donnerbüchse (ursprünglich Donnerwagen) bezeichnet man die zweiachsigen Durchgangspersonenwagen der Deutschen Reichsbahn, die ab 1921 gebaut wurden und im Gegensatz zu den vorhergehenden Ausführungen vollständig aus Eisen bzw. Stahl hergestellt waren (Ganzstahlbauart). Der Name beruht auf dem starken Dröhnen dieser Fahrzeuge aufgrund der nicht vorhandenen Dämmung. Auch die direkten Vorläufer dieser Wagen erhielten trotz ihrer hölzernen Bauart diese Bezeichnung.

## Entstehungsgeschichte
Da die Deutsche Reichsbahn aufgrund der Waffenstillstandsabgaben Anfang der 1920er Jahre unter großem Wagenmangel litt, wurden ab 1921 neue Personenwagen in Einheitsbauart beschafft. Obwohl die eiserne Bauart hier schon gefordert wurde, konnten die meisten Waggonfabriken ihre Fertigung nicht sofort umstellen, so dass die weitaus meisten Wagen der ersten Lieferungen noch mit hölzernem Wagenkasten ausgeführt wurden. Zwischen 1921 und 1923 wurden 90 eiserne und 2639 hölzerne Wagen in Dienst gestellt. Während die Wagen hölzerner Bauart ausschließlich als 4.-Klasse-Wagen gebaut wurden, wurden die Wagen eiserner Bauart als Wagen zweiter/dritter/vierter und sogar zweiter und vierter Klasse abgeliefert.
In mehreren Beschaffungsprogrammen folgten 1927/28 zunächst weitere 517 Ganzstahlwagen vierter Klasse (440 in Austauschbauart) und von 1928 bis 1930 insgesamt 5009 Wagen zweiter, dritter und dritter/vierter Klasse (hiervon 3377 in Austauschbauart), so dass bis 1930 mehr als 8250 Wagen in Betrieb gegangen waren. Die zunächst überwiegend gebauten Wagen der vierten Wagenklasse wurden mit deren Abschaffung 1928 zunächst zu 3.-Klasse-Wagen umgezeichnet und später umgebaut.
Abgesehen von Behelfspersonenwagen (MCi) und Schienenbus-Beiwagen waren die Donnerbüchsen die letzten neu beschafften zweiachsigen Reisezugwagen und die letzten normalspurigen Wagen mit offenen Endplattformen in Deutschland.
Neben den Personenwagen entstanden zwischen 1923 und 1931 auch 917 Packwagen Pwi in ähnlicher Bauform.

## Bauarten

### Holzbauart

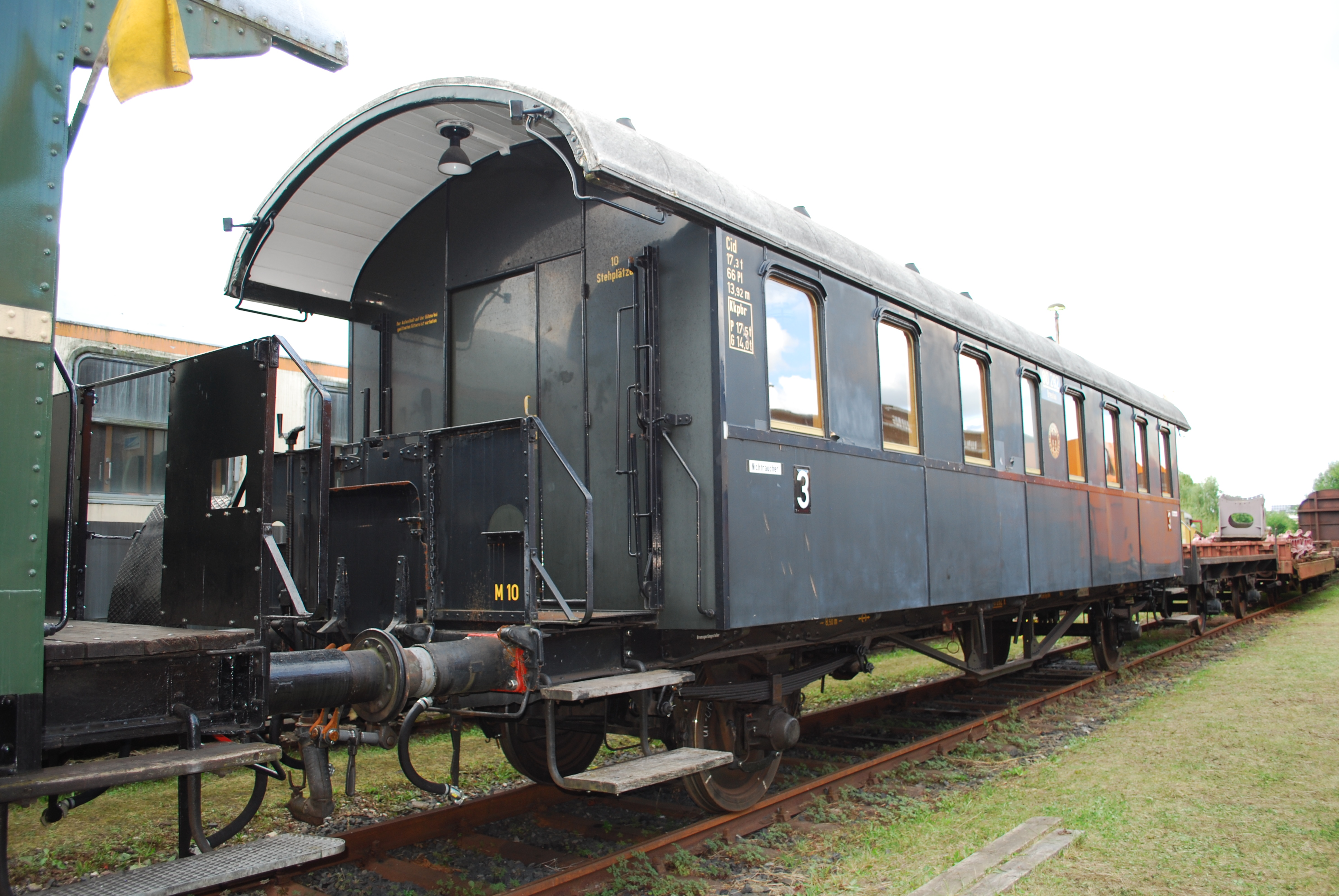
Di-21, Baujahr 1921. 1928 umgebaut zu Cid-21.

| Gattung bis 1928 | Gattung ab 1928 | Sitzplätze | Anzahl | Baujahr(e) | Bemerkungen |
| ---------------- | --------------- | ---------- | ------ | ---------- | ----------- |
| Di-21c           | Cid-21c         | 66         | 6      | 1921       | Probeserie  |
| Di-21            | Cid-21          | 66         | 2236   | 1921–23    |             |
| Di-21a           | Cid-21a         | 66         | 397    | 1921–23    |             |

### Eiserne Bauart
| Gattung bis 1928 | Gattung ab 1928 | Sitzplätze | Anzahl | Baujahr(e) | Bemerkungen   |
| ---------------- | --------------- | ---------- | ------ | ---------- | ------------- |
| Bi-21            | Bi-21           | 40         | 10     | 1921–23    | Versuchswagen |
| BCi-21           | BCi-21          | 16/34      | 10     | 1921–23    | Versuchswagen |
| BDi-21           | BCid-21         | 16/39      | 10     | 1923       | Versuchswagen |
| Ci-21            | Ci-21           | 58         | 10     | 1923       | Versuchswagen |
| Di-21b           | Cid-21b         | 66         | 50     | 1922       | Versuchswagen |

### Ganzstahlbauart – „Donnerbüchsen“

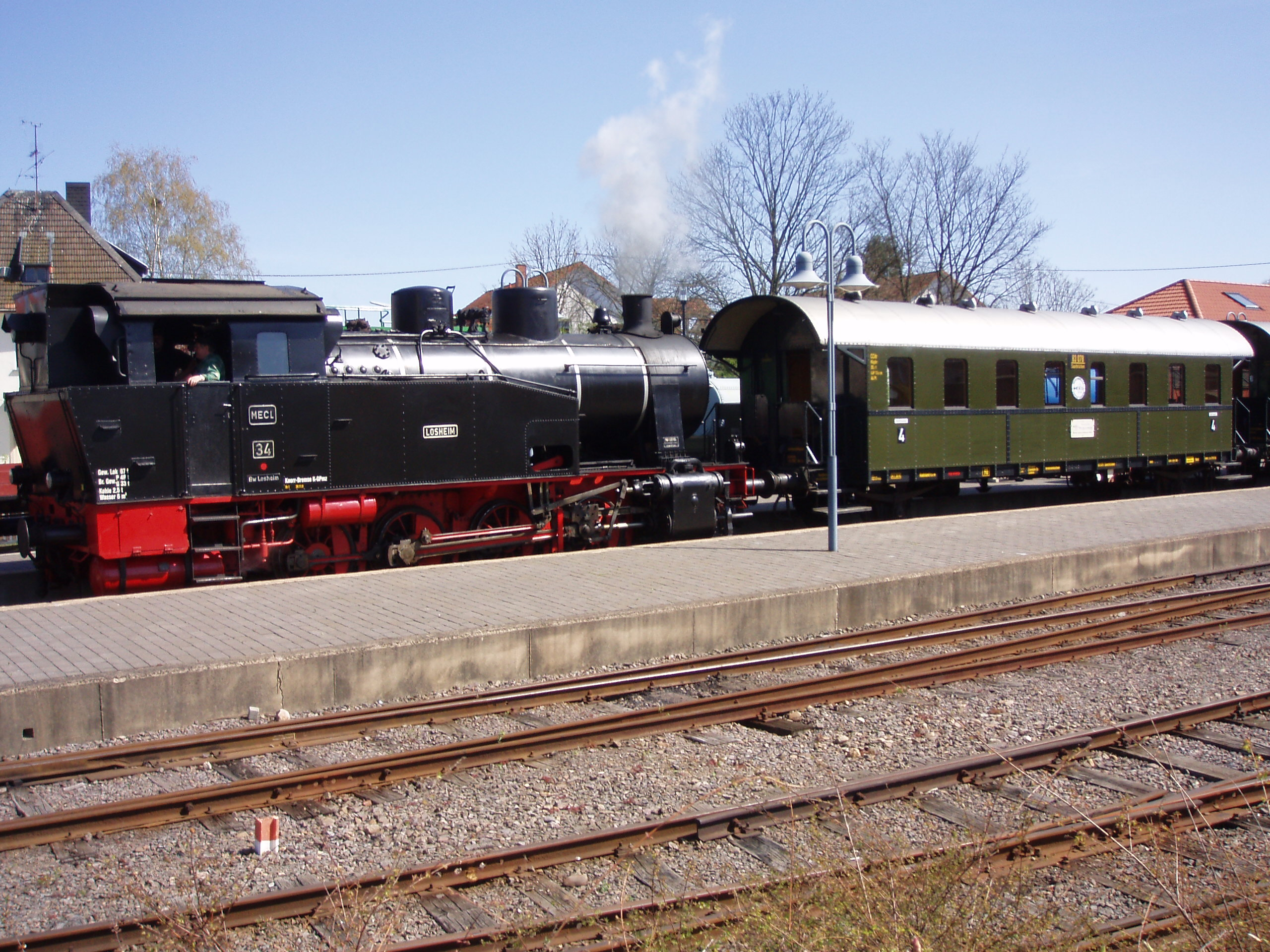
Dampflok mit Cid-27

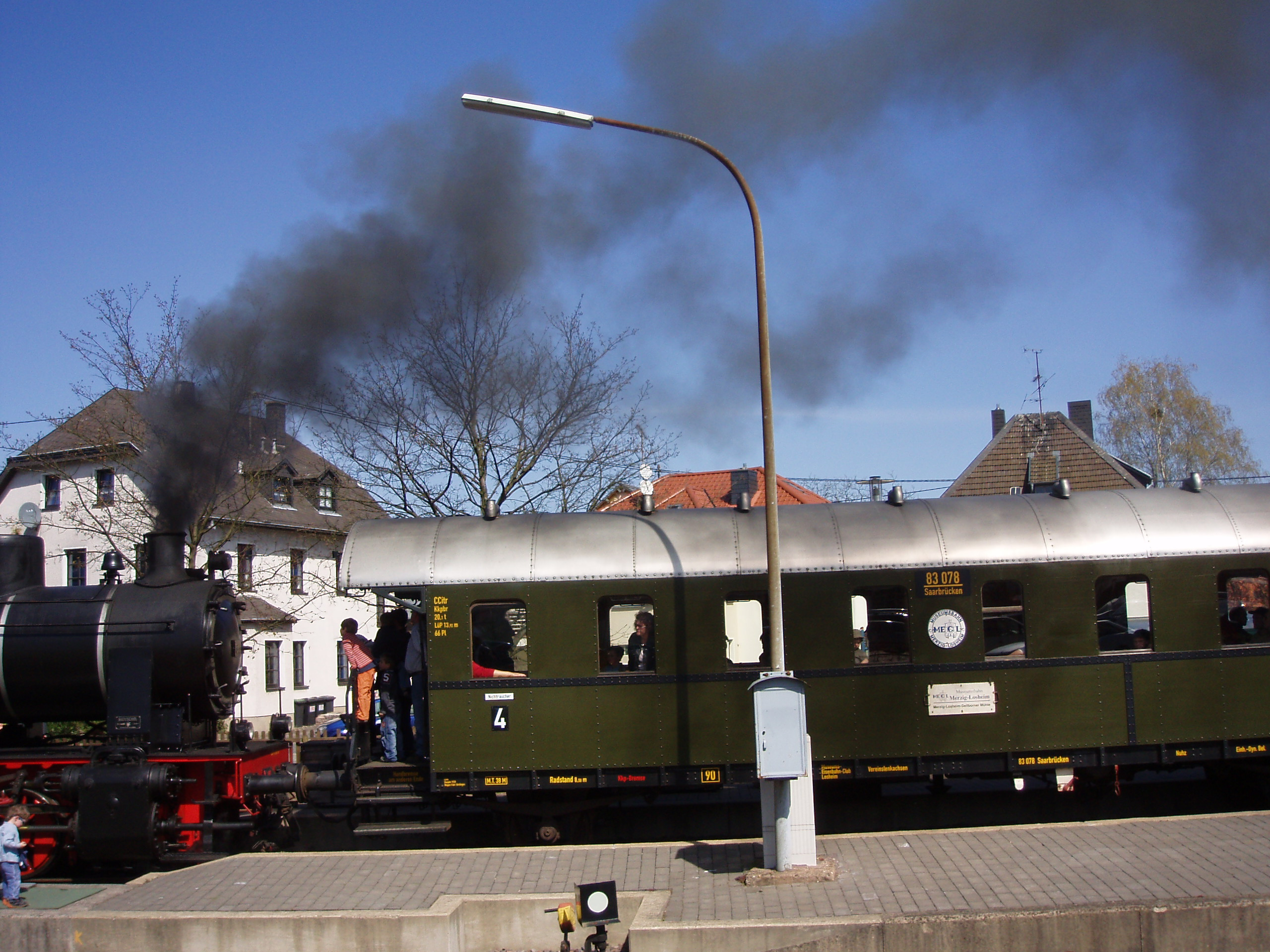
Cid-27 in Fahrt

| Gattung bis 1928 | Gattung ab 1928   | Sitzplätze | Anzahl | Baujahr(e) | Bemerkungen  |
| ---------------- | ----------------- | ---------- | ------ | ---------- | ------------ |
| Di-26            | Cid-26            | 66         | 77     | 1927–28    |              |
| Di-27            | Cid-27; Ciu-27/28 | 66         | 440    | 1927–28    | Austauschbau |
| BCi-28           | BCi-28            | 15/34      | 449    | 1928–29    | Austauschbau |
| Ci-28            | Ci-28             | 58         | 1744   | 1928–29    | Austauschbau |
| CDi-28           | CCid-28; CCiu-28  | 29/29      | 40     | 1928       | Austauschbau |
| Bi-29            | Bi-29             | 38         | 1632   | 1929–30    |              |
| BCi-29           | BCi-29            | 15/34      | 500    | 1929–30    | Austauschbau |
| Ci-29            | Ci-29             | 58         | 450    | 1929–30    | Austauschbau |
| Ci-30            | Ci-30             | 58         | 194    | 1929–30    | Austauschbau |

### Packwagen
| Gattung bis 1928 | Gattung ab 1928 | Ladegewicht | Anzahl | Baujahr(e) | Bemerkungen  |
| ---------------- | --------------- | ----------- | ------ | ---------- | ------------ |
| Pwi-23           | Pwi-23          | 7,0 t       | 287    | 1923–27    |              |
| Pwi-27           | Pwi-27          | 7,0 t       | 40     | 1927–28    |              |
| Pwi-28           | Pwi-28          | 7,0 t       | 40     | 1928       | Austauschbau |
| Pwi-29           | Pwi-29          | 7,0 t       | 370    | 1929–30    | Austauschbau |
| Pwi-30           | Pwi-30          | 7,0 t       | 150    | 1930       | Austauschbau |
| Pwi-31           | Pwi-31          | 7,0 t       | 30     | 1931       | Austauschbau |

## Umbauten und Einsatz
Ab 1930 wurden einige Wagen der Gattung Di-21 zu Traglastenwagen umgebaut.
1930 und 1934 erhielten 25 Wagen der Bauart Cid-21 einfache Postabteile eingebaut; sie liefen danach unter den Bezeichnungen CPostid-22/30 und CPostid-21/34.
Bei der DB wurden die ursprünglichen Holzbänke für die Fahrgäste durch Polstersitzbänke ersetzt. Mit Abschaffung der internationalen alten ersten Klasse am 3. Juni 1956 (Übergang vom Drei- in das Zwei-Klassen-System) wurden die B- und C-Wagen umgezeichnet in A- und B-Wagen.
1951 wurden einige Ci-Wagen zu Wendezugbefehlswagen (CPwif) für dampflokbespannte Wendezüge umgebaut. Dafür wurde an einem Ende ein Führerstand eingebaut, sie erhielten eine rote Farbgebung (Lackierung für Befehlswagen nicht zweifelsfrei belegt) und zusätzlich ein Gepäckabteil.
Anfang der 1960er Jahre begann die Ausmusterung der Donnerbüchsen, viele von ihnen wurden jedoch noch in Bauzugwagen umgebaut und als solche eingesetzt. Die Bundesbahn setzte die letzten Wagen bis Ende der 1970er Jahre im Personenverkehr ein, bereits in den 1960er-Jahren ging die Zahl der Donnerbüchsen im Einsatzbestand jedoch erheblich zurück. Bei vielen Museumsbahnen befinden sich diese Wagen heute noch im Einsatz.
In Polen wurden diese Wagen noch bis 1989 im Reisezugverkehr eingesetzt.